# Ли, Николай Петрович
Николай Петрович Ли (настоящие фамилия и имя — Ли Дян Сон; 4 февраля 1915, ныне Владивосток — 27 июня 1977, бухта Провидения, Чукотка, похоронен в Алма-Ате) — корейский советский актёр, певец (тенор), народный артист Казахской ССР (1971; заслуженный артист Казахской ССР с 1956 года).

## Биография
Трудовую деятельность начал рабочим Сталинградского тракторного завода. В 1939-1941 годах учился в казахской оперной студии при Московской консерватории. С 1934 года и до конца своей жизни являлся актёром Корейского музыкально-драматического театра (современный Республиканский государственный корейский театр музыкальной комедии). С 1948 года — член КПСС.
Ли был ярким характерным актёром, его сценические образы отличались остротой сценической формы. Особенно ему удавались комедийные и сатирические роли, среди них: Нор Бу, Сан Хан («Хын Бу и Нор Бу» и «Южнее 38-й параллели» Тхай Дян Чуна), Сим Сим Хэ, Цой Дон Чен («Сказание о Ян Бане» и «Феникс Ким Сен Дар» Хан Дина), Пак («Незваный гость» Цай Ена), Пан Чжа, Хан Ир Сон («Эран» и «Жить с улыбкой» Мен Дон Ука), Ха Гу («Рассвет над Амуром» Ким Дима и Ен Сен Нена), Ин Хён («Хон Гиль Дон» Ким Ги Чера) и другие.
Также играл роли: Кодар («Козы Корпеш — Баян слу» Г. М. Мусрепова), Асан («Карагоз» М. О. Ауэзова), Аубакир («Ох, эти девушки» К. Байсеитова и К. Т. Шангитбаева), Даулетбай («Каракумская трагедия» О. Бодыкова), Джантай («Тополёк мой в красной косынке» по Ч. Т. Айтматову), Васька Окорок («Бронепоезд 14-69» В. В. Иванова), Скворец («Ленинградский проспект» И. В. Штока), Хлестаков («Ревизор» Н. В. Гоголя), Сганарель («Лекарь поневоле» Ж. Б. Мольера), Яго («Отелло» У. Шекспира), Фердинанд («Коварство и любовь» Ф. Шиллера).
Он впервые на корейской сцене исполнил роль В. И. Ленина в спектаклях «Кремлёвские куранты» Н. Ф. Погодина (1957, 1969, отмечен дипломом Всесоюзного смотра драматических театров) и «Именем революции» М. Ф. Шатрова (1960).
Также выступал в концертах с исполнением народных и современных корейских песен («Мунгенский перевал», «Две тысячи ли реки Амнокан» Ли Мен Сана и других). Снялся в кино в роли Ли в фильме «Конец атамана» в 1970 году.
Награждён орденом Трудового Красного Знамени.